# لاوخا آن در اوتراشتوت
شهر لاوخا آن در اوتراشتوت (به آلمانی: Laucha an der Unstrut) در ایالت زاکسن-آنهالت در کشور آلمان واقع شده‌است.